# Geografie van Zwitserland
Zwitserland kan geografisch verdeeld worden in verschillende zones.
Deze zones worden in Zwitserland algemeen gebruikt om gebieden bestaande uit gelijkvormige kantons en delen van kantons of "landesdelen" aan te geven.

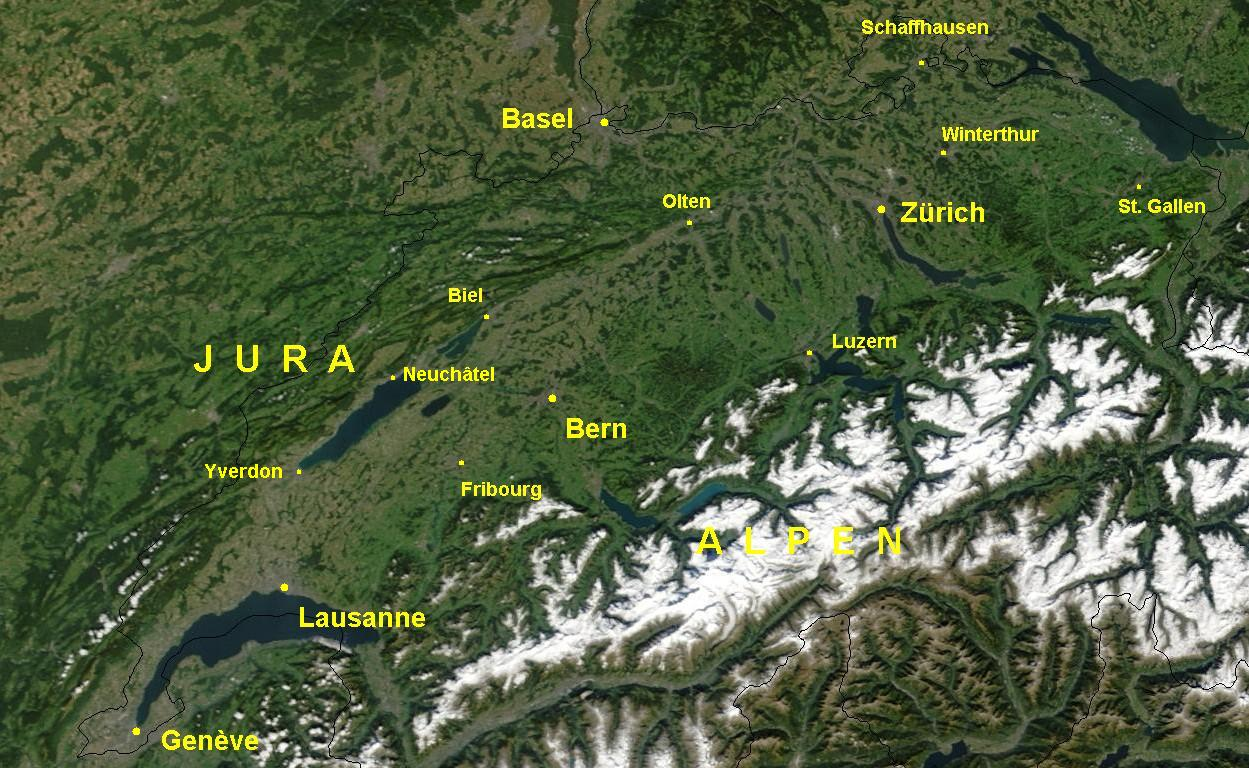
Zwitserse Hoogvlakte (Middenland/Middelland) tussen het Meer van Genève en het Bodenmeer

## Verdeling naar landschapstypes

### Middenland
Duits: Mittelland
De Zwitserse Hoogvlakte, ook Middenland of Middelland genoemd, vormt een van de vier landschapstypes van Zwitserland.
Het Middenland ligt tussen de Jura en de Alpen en het bestaat uit vlakke en heuvelachtige gebieden op 400 tot 600 meter hoogte. Het omvat slechts 30% van de totale oppervlakte van Zwitserland, maar hier wonen wel de meeste Zwitsers (ongeveer 5.000.000 mensen, hetgeen twee derde van de bevolking is) en vinden de meeste economische activiteiten plaats.
Het gebied begint in het zuidwesten bij het Meer van Genève en houdt op in het noordoosten bij het Bodenmeer en de Rijn.
Kantons die geheel in het Middenland liggen zijn: Zürich, Thurgau, Schaffhausen en Genève. Overwegend in het Middenland liggen de kantons van Luzern, Aargau, Solothurn, Bern, Fribourg en Vaud. Kleine gedeelten van de kantons Neuchâtel, Zug, Schwyz, Sankt Gallen en Schaffhausen maken ook deel uit van het Middenland.

### Jura
De Jura vormt een van de vier landschapstypes van Zwitserland.
In Zwitserland ligt het tussen het Middenland van Zwitserland en Frankrijk. De oostelijke grens is in het kanton Zürich bij Dielsdorf. De hoogste bergen in de Zwitserse Jura zijn Mont Tendre (1679 meter), La Dôle (1677 meter), Chasseron (1607 meter) en Chasseral (1605 meter).
Het omvat 10% van de oppervlakte van Zwitserland. Delen van de volgende kantons liggen in het Jura-gebied: Vaud, Neuchâtel, Jura, Bern, Solothurn, Basel-Landschaft, Aargau en een klein puntje van kanton Zürich.

### Alpen

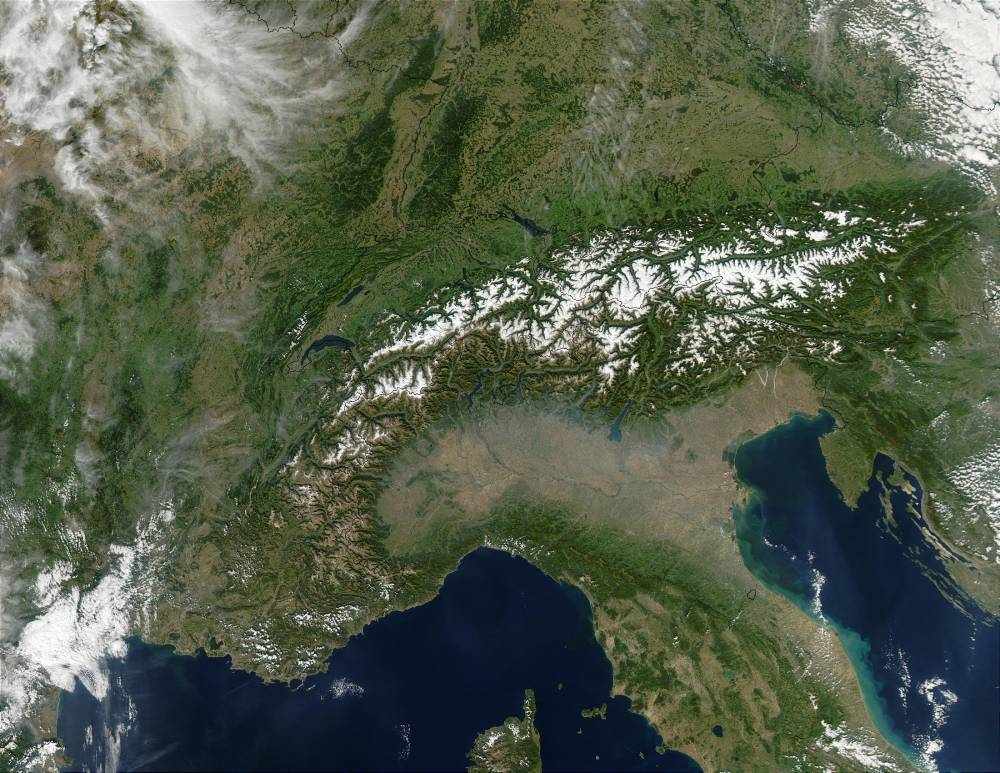
Satellietfoto van de Alpen

De Alpen vormen het bekendste deel van de landschapstypes in Zwitserland.
In Zwitserland ligt het gebied tussen het Middenland en Italië. De hoogste berg in dit gedeelte is de Dufourspitze in het kanton Wallis.
Het Alpengebied omvat 48% van de oppervlakte van Zwitserland. De kantons van Wallis, Ticino, Obwalden, Nidwalden, Uri, Glarus, Appenzell Innerrhoden, Appenzell Ausserrhoden en Graubünden liggen geheel in dit gebied.
Van de volgende kantons ligt het grootste gedeelte in dit gebied: Zug, Uri, Schwyz, Sankt Gallen. Van de volgende kantons ligt maar een klein deel in deze zone: Luzern, Bern, Fribourg en Vaud.

### Noordwest-Zwitserland
Duits: Nordwestschweiz
Deze regio omvat ongeveer 10% van de oppervlakte van Zwitserland en ligt ten noorden van de Jura in Zwitserland. Noordwest-Zwitserland bestaat uit de kantons van Bazel-Stad, Basel-Landschaft en de districten Rheinfelden und Laufenburg in Aargau en Dorneck und Thierstein in Solothurn.
Er bestaan initiatieven (de laatste in 1999) om een nieuw kanton ('Nordwest-Zwitserland') te vormen. Dit zou dan moeten bestaan uit de kantons Bazel-Stad, Basel-Landschaft, Aargau en Solothurn.

## Verdeling geografisch

### Binnen-Zwitserland
Duits: Innerschweiz, Frans: Suisse primitive
Binnen-Zwitserland bestaat uit de oerkantons Uri, Schwyz, Obwalden en Nidwalden en is de wieg van het Zwitsers Eedgenootschap.
De benaming van dit gebied, gegeven door de Franstalige Zwitsers, klinkt vertaald als het primitieve Zwitserland. Hier moet 'primitief' verstaan worden als origineel en is dus niet geringschattend bedoeld.

### Centraal-Zwitserland
Duits: Zentralschweiz
Centraal-Zwitserland bevat de kantons Uri, Schwyz, Obwalden, Nidwalden, Zug en Luzern.
In tegenstelling tot in het Middenland had de reformatie hier geen kans, zodat de kantons van Centraal-Zwitserland rooms-katholiek gebleven zijn. Daardoor bestond er een duidelijke scheiding tussen het Middenland en Centraal-Zwitserland. Dit werd ook duidelijk bij de omvorming van Zwitserland van een vrij losse statenbond tot de bondsstaat in 1848. Centraal-Zwitserland heeft hiertegen sterke oppositie gevoerd, wat uiteindelijk zelfs uitmondde in een burgeroorlog in 1847.
Traditioneel is dit gedeelte van Zwitserland sterk conservatief en vormt deze regio de kern van Nee-zeggers bij referenda die gaan over meer staatsbemoeienis, integratie van buitenlanders, afwijkingen van de neutraliteitspolitiek en uitbouw van de verzorgingsstaat.

### Noordwest-Zwitserland
Duits: Nordwestschweiz
Zie bij de verdeling naar de verschillende landschapstypes.

### Noordoost-Zwitserland
Duits: Nordostschweiz
Dit is de regio tussen het Bodenmeer en Graubünden. De volgende kantons (of delen van kantons) behoren tot deze regio: Schaffhausen, Thurgau, Sankt Gallen, Appenzell Ausserrhoden, Appenzell Innerrhoden en Glarus. Soms worden bij deze regio ook de kantons van Zürich en Schwyz gerekend.
Het typische landschap in dit gedeelte bestaat uit vlakten rondom het Bodenmeer en de voor-Alpse heuvelruggen.

### Oost-Zwitserland
Duits: Ostschweiz
Dit zijn de kantons zoals beschreven bij Noordoost-Zwitserland met het kanton van Graubünden, maar zonder Schwyz. Zürich is facultatief, soms wordt het erbij gerekend, soms ook niet.

## Verdeling volgens departement van statistiek
Het Zwitserse departement van statistiek onderscheidt de volgende 7 regio's, waar een strikte scheiding naar kantons wordt gehandhaafd:
- Oost-Zwitserland: kantons Sankt Gallen, Thurgau, Appenzell Innerrhoden, Appenzell Ausserrhoden, Glarus, Schaffhausen en Graubünden
- Zürich: kanton Zürich
- Centraal-Zwitserland: kantons Uri, Schwyz, Obwalden, Nidwalden, Zug en Luzern
- Noordwest-Zwitserland: kantons Bazel-Stad, Basel-Landschaft en Aargau
- Ruimte Middenland: kantons Bern, Solothurn, Fribourg, Neuchâtel en Jura
- Lemaanse regio: kantons Genève, Vaud en Wallis.
- Ticino: Kanton Ticino

## Verdeling overig

### Merenland (Zwitserland)
Duits: Seeland
Het Merenland in Zwitserland wordt ook wel het Drie-Meren-Land genoemd, en bevat het gebied tussen het Meer van Biel, het Meer van Neuchâtel en het Meer van Murten. Het was vroeger het stroomgebied van de Aare en het was daar relatief moerassig. Momenteel is dit gebied het vruchtbaarste gebied in Zwitserland en wordt gebruikt voor de groenteteelt.

### Espace Midden-Zwitserland
Duits: Espace Mittelland
De Espace Midden-Zwitserland bevat de kantons van Bern, Solothurn, Fribourg, Neuchâtel en Jura, Vaud en Wallis. In principe is dit geen verdeling, maar een organisatie van kantons met als doel de interesses van de kantons te behartigen. De sterkte ligt in de tweetaligheid van de regio en doel is de versterking van de economie in dit gebied. Het is een tegenhanger van de regio rondom de stad Zürich.

### Oberland (Bovenland)
Duits: Oberland
De benaming "bovenland" wordt meestal gebruikt als aanduiding binnen kantons, bijvoorbeeld het Berner Oberland en duidt het gebied aan, waar in het kanton de bergen zijn. Er is ook een Züricher Oberland en een Freiburger Oberland (in kanton Fribourg).

### Unterland (Onderland)
Duits: Unterland
De benaming "onderland" is het omgekeerde van "bovenland", hetgeen dus betekent dat het hier relatief vlak is. Bijvoorbeeld het Züricher Unterland.